# 耶馬渓焼
耶馬渓焼（やばけいやき）は、大分県中津市の山あい、本耶馬渓町青地区で焼かれる陶器である。

## 概要
明治時代後期の1902年（明治35年）8月に、吉村左楽により創始された。当初は大分県の耶馬溪町柿坂にて開窯されたが、1904年（明治37年）春に現在地である本耶馬渓町青に移転し、現在まで代々吉村家の手によって営業を継続している。 左楽は、肥前国波佐見村の生まれであるが、景勝地耶馬溪を訪れ、その風景に感銘しながらも旅の記念となる名産品が無いことを憂い、自ら窯を開くことを決意したと『名産耶馬渓焼陶器創業主意書』にて語っている。耶馬渓焼は茶道具の制作を皮切りに業務を拡大し、短期間に大分県を代表的する名産品へと発展していった。1903年(明治36年)には内国勧業博覧会に出品し、皇族の「御買上」を受けるなど大いに名声を高めた。その背景には、後述するように吉村左楽が表千家の茶人として著名な存在であったことも影響している。 初期の耶馬渓焼は源流である波佐見焼と技法的に似通った点が指摘されているが、二代目・吉村青山の頃に独特の「手捻り角高台」の技法を取り入れるようになり、三代目・吉村艸窯の時代に野の草花を絵付けするようになった。現当主は四代目にあたる吉村功である。印は枠無しで「耶馬」を用いる。
なお、現存する窯としては大分県内で二番目に古く、その歴史は小鹿田焼に次ぐ。

## 茶人としての左楽
耶馬渓焼が急速に大分県を代表する名産品となった背景には、吉村左楽iが表千家の茶人として著名な存在であったことも影響している。『耶馬渓百年誌』によると「京都千流家元の直門にして茶道の造詣大に深」とあり、若い頃は日田に住み文人墨客と大いに交わったと言う。それを裏付けるように、初期のパンフレットには總持寺住持・大圓玄致禅師(石川素童)や、寒山逸史（初代久留米市長・内藤新吾）より贈られた漢詩が掲載されている。
また、茶人としての声望から、大分県に行啓・御成する皇族に「抹茶献上」をする機会を得ることが多く、例えば1903年(明治36年)10月には有栖川若宮に、1907年(明治40年)11月には東宮(当時。後の大正天皇)にそれぞれ抹茶を立てて献上している。同時に、皇族の行啓・御成に伴う「御買上」にも浴し、先述した有栖川若宮・東宮(大正天皇)をはじめ、北白川若宮・閑院宮が商品を購入した記録が残っている。

## 被災と再開
2012年（平成24年）夏の北部九州豪雨によって、本耶馬渓町青地区全域が水没し、耶馬渓焼も甚大な浸水被害を受け、作陶の中断を余儀なくされた。しかし、翌2013年（平成25年）3月に到り窯の再建が成り、陶器の製作が再開している。

## 贋作の流通と商標登録
2012年（平成24年）ごろから、大分県内において耶馬渓焼の贋作が流通していることが確認された。それを受けて耶馬渓焼は名称の使用中止を求めたが、応じられなかったため商標の出願を行った。結果、特許庁は耶馬渓焼の商標を認可し、2014年（平成26年）1月に、四代目・吉村功は耶馬渓焼が商標登録されたことを公表した。。